# Capella de Torroella
La Capella de Torroella és una obra eclèctica de Santa Eulàlia de Riuprimer (Osona) inclosa a l'Inventari del Patrimoni Arquitectònic de Catalunya.

## Descripció
Edifici religiós. Capella amb la façana orientada al Nord-est. És de planta de nau única, sense absis ni campanar. A la part esquerra hi té adossada una capella lateral.
La façana té un portal d'arc de mig punt de pedra i al damunt unes finestres geminades amb el capitell decorat i el fust de pedra rogenca.
El material constructiu bàsic són les lleves de pedra sense tallar. La part de la façana és arrebossada i pintada. La capella lateral o sagristia és de totxo vist.

## Història
Capella unida a la tradició històrica del mas, construïda segurament a principis del segle xx. Té la importància de ser edificada prop del mas Torroella, antic centre civil i administratiu de Santa Eulàlia de Riuprimer.
És dedicada a Sant Antoni. Hi figura també Santa Llúcia i l'Àngel de la Guarda. S'hi celebra missa cada quinze dies.
El portal és datat al 1902.